# Pelayos del Arroyo
Pelayos del Arroyo település Spanyolországban, Segovia tartományban. Pelayos del Arroyo Santo Domingo de Pirón, Brieva, Torreiglesias, Turégano, Santiuste de Pedraza, Torre Val de San Pedro, Collado Hermoso és Sotosalbos községekkel határos. Lakosainak száma 48 fő (2024).

## Népesség
A település népessége az elmúlt években az alábbi módon változott:
| Lakosok száma | 44   | 60   | 63   | 59   | 70   | 67   | 46   | 45   | 46   | 48   |
|               | 2001 | 2004 | 2007 | 2009 | 2012 | 2014 | 2017 | 2019 | 2022 | 2024 |